# Max Rudolf (Ruderer)
Max Heinrich Rudolf (* 12. Februar 1891 in Zürich; † unbekannt) war ein Schweizer Ruderer, der 1920 Olympiasieger im Vierer mit Steuermann wurde.

## Werdegang
Max Rudolf vom Grasshopper Club Zürich siegte bereits bei der Europameisterschaft 1912 in Genf mit dem Vierer in der Besetzung Hans Walter, Max Rudolf, Paul Schmid, Walter Schoeller und Steuermann Charles Muhr. In der gleichen Besetzung verteidigte das Boot seinen Titel ein Jahr später in Gent. 
Die nächste Europameisterschaft fand wegen des Ersten Weltkriegs erst 1920 in Mâcon statt. Der Schweizer Vierer in der Besetzung Willy Brüderlin, Max Rudolf, Paul Rudolf, Hans Walter sowie Steuermann Paul Staub siegte vor den Booten aus Belgien und Frankreich. Bei den Olympischen Spielen 1920 standen sich im Final die Boote aus den Vereinigten Staaten, Norwegen und der Schweiz gegenüber, die Zürcher siegten mit vier Sekunden Vorsprung auf die Amerikaner. Bei der Europameisterschaft 1921 in Amsterdam ruderte Émile Albrecht für Hans Walter und gewann zusammen mit Brüderlin und den Rudolf-Brüdern den Titel, der Name des Steuermanns ist nicht bekannt.